# Phantia borazianica
Phantia borazianica är en insektsart som beskrevs av Dlabola 1989. Phantia borazianica ingår i släktet Phantia och familjen Flatidae. Inga underarter finns listade i Catalogue of Life.